# Pacifické státy

Pacifické státy

Pacifické státy (Pacific States) jsou jednou z devíti oblastí USA, které oficiálně definuje Úřad pro sčítání lidu. Patří sem 5 států, Aljaška, Kalifornie, Havaj, Oregon a Washington, a jak už název napovídá, tak se nachází na pobřeží Tichého oceánů – Pacifiku. Spolu s oblastí horských států tvoří širší region zvaný Západ.
Navzdory tomu, že jsou pacifická a horská oblast úřadem pro sčítání lidu včleněny do této společné oblasti, Západu, tak se od sebe v mnoha životně důležitých ohledech diametrálně liší – zejména v politice. Zatímco jsou téměř všechny horské státy považovány za konzervativní („red states“), tak čtyři z pěti států Tichomoří (všechny kromě Aljašky) jsou jasně počítány mezi liberální („modré státy“).